# Olympische Sommerspiele 1928/Teilnehmer (Ungarn)
| Gelbes Symbol für Goldmedaillen mit stilisierten Olympischen Ringen | Graues Symbol für Silbermedaillen mit stilisierten Olympischen Ringen | Braundes Symbol für Bronzemedaillen mit stilisierten Olympischen Ringen |
| ------------------------------------------------------------------- | --------------------------------------------------------------------- | ----------------------------------------------------------------------- |
| 4                                                                   | 5                                                                     | —                                                                       |

Ungarn nahm an den Olympischen Sommerspielen 1928 in Amsterdam, Niederlande, mit einer Delegation von 104 Sportlern (88 Männer und 16 Frauen) teil.

## Medaillengewinner

### Gold
| Name(n)                                                                                        | Sportart | Wettkampf                         |
| ---------------------------------------------------------------------------------------------- | -------- | --------------------------------- |
| Antal Kocsis                                                                                   | Boxen    | Fliegengewicht                    |
| Ödön Tersztyánszky                                                                             | Fechten  | Säbel, Einzel                     |
| János Garay, Gyula Glykais, Sándor Gombos, Attila Petschauer, József Rády & Ödön Tersztyánszky | Fechten  | Säbel, Mannschaft                 |
| Lajos Keresztes                                                                                | Ringen   | Leichtgewicht, griechisch-römisch |

### Silber
| Name(n) | Sportart       | Wettkampf                         |
| --- | -------------- | --------------------------------- |
| Attila Petschauer                                                                                          | Fechten        | Säbel, Einzel                     |
| Béla Szepes                                                                                                | Leichtathletik | Speerwurf                         |
| László Papp                                                                                                | Ringen         | Mittelgewicht, griechisch-römisch |
| István Bárány                                                                                              | Schwimmen      | 100 Meter Freistil                |
| István Barta, Olivér Halassy, Márton Homonnai, Sándor Ivády, Alajos Keserű, Ferenc Keserű & József Vértesy | Wasserball     | Herrenwettkampf                   |

## Teilnehmer nach Sportarten

### Boxen
- Antal Kocsis
Fliegengewicht: Gold

- János Széles
Bantamgewicht: 5. Platz

- Miklós Gelbai
Federgewicht: 9. Platz

- Sándor Szobolevszky
Leichtgewicht: 17. Platz

### Fechten
- György Rozgonyi
Florett, Einzel: 10. Platz
Florett, Mannschaft: 5. Platz

- Zoltán Schenker
Florett, Einzel: Halbfinale

- Gusztáv Kálniczky
Florett, Einzel: Vorrunde
Florett, Mannschaft: 5. Platz

- Ödön Tersztyánszky
Florett, Mannschaft: 5. Platz
Säbel, Einzel: Gold 
Säbel, Mannschaft: Gold

- György Piller-Jekelfalussy
Florett, Mannschaft: 5. Platz
Degen, Mannschaft: Vorrunde

- József Rády
Florett, Mannschaft: 5. Platz
Degen, Einzel: Halbfinale
Degen, Mannschaft: Vorrunde
Säbel, Mannschaft: Gold

- Péter Tóth
Florett, Mannschaft: 5. Platz

- János Hajdú
Degen, Einzel: Viertelfinale
Degen, Mannschaft: Vorrunde

- Ottó Hátszeghy
Degen, Einzel: Vorrunde
Degen, Mannschaft: Vorrunde

- Albert Bógathy
Degen, Mannschaft: Vorrunde

- Attila Petschauer
Säbel, Einzel: Silber 
Säbel, Mannschaft: Gold

- Sándor Gombos
Säbel, Einzel: 5. Platz
Säbel, Mannschaft: Gold

- János Garay
Säbel, Mannschaft: Gold

- Gyula Glykais
Säbel, Mannschaft: Gold

- Margit Danÿ
Frauen, Florett, Einzel: 6. Platz

- Gizella Tary
Frauen, Florett, Einzel: Halbfinale

- Erna Bogen-Bogáti
Frauen, Florett, Einzel: Halbfinale

### Leichtathletik
- Ferenc Gerő
100 Meter: Viertelfinale
200 Meter: Vorläufe
4 × 100 Meter: Vorläufe

- István Raggambi
100 Meter: Viertelfinale
4 × 100 Meter: Vorläufe

- János Paizs
100 Meter: Vorläufe
4 × 100 Meter: Vorläufe

- László Barsi
400 Meter: Halbfinale
800 Meter: Halbfinale
4 × 400 Meter: Vorläufe

- László Magdics
400 Meter: Vorläufe
4 × 400 Meter: Vorläufe

- Jenő Szalay
400 Meter: Vorläufe

- Mór Gerő
400 Meter: Vorläufe
4 × 400 Meter: Vorläufe

- József Marton
1500 Meter: Vorläufe

- Gyula Belloni
1500 Meter: Vorläufe

- József Galambos
Marathon: 49. Platz

- István Sugár
4 × 100 Meter: Vorläufe

- Antal Odri
4 × 400 Meter: Vorläufe

- Kornél Késmárki
Hochsprung: 11. Platz

- Ferenc Orbán
Hochsprung: 18. Platz in der Qualifikation

- János Karlovits
Stabhochsprung: 8. Platz

- Lajos Balogh
Weitsprung: 23. Platz in der Qualifikation

- Imre Fekete
Weitsprung: 24. Platz in der Qualifikation
Dreisprung: 14. Platz in der Qualifikation

- Tibor Püspöki
Weitsprung: 36. Platz in der Qualifikation

- Ferenc Molnár
Dreisprung: 22. Platz in der Qualifikation

- József Darányi
Kugelstoßen: 8. Platz in der Qualifikation

- Kálmán Egri
Diskuswurf: 16. Platz in der Qualifikation

- István Donogán
Diskuswurf: 17. Platz in der Qualifikation

- Kálmán Marvalits
Diskuswurf: 21. Platz in der Qualifikation

- Béla Szepes
Speerwurf: Silber

- Mátyás Farkas
Zehnkampf: 21. Platz

- Erzsébet Ruda
Frauen, Diskuswurf: 16. Platz

### Moderner Fünfkampf
- Tivadar Filótás
Einzel: 23. Platz

### Reiten
- Lajos von Malanotti
Springreiten, Einzel: 31. Platz
Springreiten, Mannschaft: 13. Platz

- Antal von Kánya
Springreiten, Einzel: 39. Platz
Springreiten, Mannschaft: 13. Platz

- Kálmán Cseh von Szent-Katolna
Springreiten, Einzel: 43. Platz
Springreiten, Mannschaft: 13. Platz
Vielseitigkeit, Einzel: DNF
Vielseitigkeit, Mannschaft: Kein Ergebnis

- Alfréd von Adda
Vielseitigkeit, Einzel: 16. Platz
Vielseitigkeit, Mannschaft: Kein Ergebnis

- Ottó Binder
Vielseitigkeit, Einzel: DNF
Vielseitigkeit, Mannschaft: Kein Ergebnis

### Ringen
- Ödön Zombori
Bantamgewicht, griechisch-römisch: 5. Platz

- Károly Kárpáti
Federgewicht, griechisch-römisch: 4. Platz

- Lajos Keresztes
Leichtgewicht, griechisch-römisch: Gold

- László Papp
Mittelgewicht, griechisch-römisch: Silber

- Imre Szalay
Halbschwergewicht, griechisch-römisch: 5. Platz

- Raymund Badó
Schwergewicht, griechisch-römisch: 6. Platz

### Rudern
- Béla Szendey
Einzel: 4. Runde

- Zoltán Török
Vierer mit Steuermann: 4. Runde

- László Bartók
Vierer mit Steuermann: 4. Runde

- Béla Blum
Vierer mit Steuermann: 4. Runde

- Sándor Hautzinger
Vierer mit Steuermann: 4. Runde

- Béla Zoltán
Vierer mit Steuermann: 4. Runde

### Schwimmen
- István Bárány
100 Meter Freistil: Silber 
4 × 200 Meter Freistil: 4. Platz

- Rezső Wanié
100 Meter Freistil: Halbfinale
400 Meter Freistil: Vorläufe
4 × 200 Meter Freistil: 4. Platz

- Antal Gáborfi
100 Meter Freistil: Halbfinale

- Géza Szigritz
400 Meter Freistil: Vorläufe
4 × 200 Meter Freistil: 4. Platz

- András Wanié
4 × 200 Meter Freistil: 4. Platz

- Aladár Bitskey
100 Meter Rücken: Vorläufe

- Sarolta Stieber
Frauen, 100 Meter Freistil: Halbfinale

- Margit Sipos
Frauen, 100 Meter Freistil: Vorläufe

### Segeln
- Raul Uhl
12-Fuß-Jolle: 13. Platz

- János Mihálkovics
6-Meter-Klasse: 11. Platz

- Miklós Tuss
6-Meter-Klasse: 11. Platz

- Sándor Burger
6-Meter-Klasse: 11. Platz

- Sándor Sebők
6-Meter-Klasse: 11. Platz

- Tibor Heinrich von Omorovicza
6-Meter-Klasse: 11. Platz

### Turnen
- István Pelle
Einzelmehrkampf: 22. Platz
Mannschaftsmehrkampf: 10. Platz
Barren: 17. Platz
Pferdsprung: 21. Platz
Reck: 28. Platz
Ringe: 30. Platz
Seitpferd: 23. Platz

- Rezső Kende
Einzelmehrkampf: 57. Platz
Mannschaftsmehrkampf: 10. Platz
Barren: 33. Platz
Pferdsprung: 49. Platz
Reck: 52. Platz
Ringe: 39. Platz
Seitpferd: 84. Platz

- József Szalai
Einzelmehrkampf: 67. Platz
Mannschaftsmehrkampf: 10. Platz
Barren: 53. Platz
Pferdsprung: 71. Platz
Reck: 57. Platz
Ringe: 76. Platz
Seitpferd: 81. Platz

- Miklós Péter
Einzelmehrkampf: 69. Platz
Mannschaftsmehrkampf: 10. Platz
Barren: 85. Platz
Pferdsprung: 39. Platz
Reck: 61. Platz
Ringe: 57. Platz
Seitpferd: 39. Platz

- Géza Tóth
Einzelmehrkampf: 73. Platz
Mannschaftsmehrkampf: 10. Platz
Barren: 53. Platz
Pferdsprung: 73. Platz
Reck: 84. Platz
Ringe: 80. Platz
Seitpferd: 62. Platz

- Gyula Kunszt
Einzelmehrkampf: 78. Platz
Mannschaftsmehrkampf: 10. Platz
Barren: 72. Platz
Pferdsprung: 60. Platz
Reck: 83. Platz
Ringe: 62. Platz
Seitpferd: 73. Platz

- Elemér Pászti
Einzelmehrkampf: 84. Platz
Mannschaftsmehrkampf: 10. Platz
Barren: 70. Platz
Pferdsprung: 83. Platz
Reck: 79. Platz
Ringe: 70. Platz
Seitpferd: 82. Platz

- Imre Erdődy
Einzelmehrkampf: DNF
Mannschaftsmehrkampf: 10. Platz
Ringe: 88. Platz
Seitpferd: DNF

### Wasserball
- Herrenteam
Silber

- Kader
István Barta
Olivér Halassy
Márton Homonnai
Sándor Ivády
Alajos Keserű
Ferenc Keserű
József Vértesy